# Philipp Wende
Philipp Wende, född den 4 juli 1985 i Wurzen i Tyskland, är en tysk roddare.
Han tog OS-guld i scullerfyra i samband med de olympiska roddtävlingarna 2012 i London.
Vid de olympiska roddtävlingarna 2016 i Rio de Janeiro tog han återigen guld i scullerfyra.